# Choristoneura heliaspis
Choristoneura heliaspis es una especie de polilla del género Choristoneura, tribu Archipini, subfamilia Tortricinae. Fue descrita científicamente por Meyrick en 1909.

## Distribución
Se distribuye por África: Sudáfrica.